# اسید پکتیک
اسید پکتیک (به انگلیسی: Pectic acid) با فرمول شیمیایی (C۶H۸O۶)n یک ترکیب شیمیایی با شناسه پاب‌کم ۴۳۹۲۳۹ است. که جرم مولی آن متغیر می‌باشد. 